# Monsummano Terme
Monsummano Terme è un comune italiano di 20 813 abitanti della provincia di Pistoia in Toscana.

## Geografia fisica

### Territorio
Il territorio comunale si trova nella parte centro-orientale della Valdinievole e si articola in tre aree: le colline del Montalbano, la pianura in gran parte urbanizzata e la zona umida del Padule di Fucecchio. Data la vicinanza con il Padule, riserva naturalistica importante per la ricchezza della flora e della fauna e luogo di incontro per ammiratori del birdwatching, i corsi d'acqua sono molto brevi e si ricorda soltanto il torrente Candalla, che scorre nel centro cittadino (ove si trova in buona parte interrato dalle urbanizzazioni; si noti che il più grande parco pubblico cittadino, il "Parco Orzali", è in realtà una cassa di espansione idrica di questo piccolo corso d'acqua). Di particolare evidenza è il colle di Monsummano Alto che culmina a circa 340 metri sul livello del mare ed è caratterizzato dalla presenza di cave, ormai in disuso, che hanno conferito al fronte della montagna una innaturale ripidità.
- Classificazione sismica: zona 3 (sismicità bassa), Ordinanza PCM 3274 del 20/03/2003

## Storia
In epoca etrusco-romana tutta la Valdinievole doveva essere un luogo per lo più di transito, con alcuni luoghi di sosta sacri, come testimonia un bronzetto del III secolo a.C. di Ercole promachos, trovato nel 1887 a Castelmartini (Larciano) ed oggi al Museo della città e del territorio. Risalgono all'epoca romana alcuni siti archeologici (Villa San Paolo al Pozzarello, di Vaiano e Segalare), alle pendici del Montalbano.
L'insediamento del castello di Monsummano Alto è documentato dal 1260, ma con tutta probabilità esisteva dal secolo precedente, o, secondo alcune considerazioni sulla topologia, all'epoca longobarda. Il castello fu al centro delle lotte tra fiorentini e lucchesi, con la definitiva conquista da parte dei primi nel 1331. La zona pianeggiante era invece paludosa (ne rimane memoria nel vicino padule di Fucecchio), e solo nella seconda metà del XVI secolo, con la costruzione delle varie fattorie e ville granducali nella zona, se ne avviò la bonifica, che permise l'insediamento umano.
La città bassa risale soprattutto al XVII secolo, quando, dopo la miracolosa apparizione della Vergine del 9 giugno 1573, il Granduca Ferdinando I fece avviare la costruzione del Santuario della Madonna della Fontenova (1602-1605) e di altri edifici destinati all'accoglienza dei pellegrini, come l'Osteria dei Pellegrini, oggi sede del Museo della città e del territorio.
Nel corso del XIX secolo Monsummano Terme sviluppò una certa importanza a livello politico e letterario, grazie all'apporto di Ferdinando Martini, la cui ultima dimora è oggi sede del Museo di arte contemporanea e del Novecento, e di Giuseppe Giusti, poeta facente parte della schiera dei "favorevoli all'Italia Unita", di cui oggi si conserva la casa natale e un monumento commemorativo al centro della piazza a lui dedicata che, particolarmente, rivolge "le spalle" alla chiesa, simboleggiando la sua avversione per il clero.
Al plebiscito del 1860 per l'annessione della Toscana alla Sardegna i "sì" non ottennero la maggioranza degli aventi diritto (708 su totale di 1 674), sintomo dell'opposizione all'annessione.
Nel corso della seconda guerra mondiale, Monsummano fu uno dei comuni toscani designati come luogo di internamento civile per ebrei stranieri. Vi soggiorna per un breve periodo nel 1941 una coppia di ebrei fiumani, prima di essere trasferiti a Montecatini Terme. Dopo l'8 settembre 1943 e la nascita della Repubblica Sociale Italiana, giungono a Monsummano anche altri ebrei, sfollati dalle città a causa dei bombardamenti, ma anche nel tentativo di sfuggire agli arresti e alle deportazioni. Già a primi di novembre 1943 vi vengono arrestati i 6 componenti della famiglia Melli (nonni, genitori e due bambini piccoli) provenienti da Firenze; il 14 febbraio 1944 la stessa sorte tocca al ferrarese Carlo Levi. Fu uno dei nuclei maggiori di ebrei deportati dalla provincia di Pistoia. Nessuno di loro sopravviverà alla prigionia. 
Monsummano, oltre che essere stata per tempo al centro di uno dei più importanti distretti calzaturieri italiani (dagli anni venti del Novecento) come Maltagliati Abbigliamento, oggi nella vicina Uzzano; è anche, dal XIX secolo, città termale con due grotte naturali: la Grotta Giusti e la Grotta Parlanti, quest'ultima da poco in fase di rinnovamento in seguito alla chiusura per cessata attività. La città, dopo aver subito un flusso emigratorio con l'avvento del fascismo (quando partì la famiglia di Yves Montand), divenne luogo di immigrazione negli anni 1951-1961, soprattutto dal Sud Italia (Basilicata e Campania), passando rapidamente da 9 708 abitanti (nel 1951) a 11 631 (nel 1961), grazie all'attrazione del settore calzaturiero.
Si ricorda la visita di Monsummano, nel 1969, di David Bowie, che partecipò al Festival Internazionale del Disco, vincendo un premio con la canzone When I Live my Dream – questa è stata la sua prima apparizione in Italia, nel 2019 il parco di Villa Renatico Martini è stato intitolato al Duca Bianco.

### Simboli
Lo stemma di Monsummano Terme, riconosciuto con decreto del capo del governo del 28 febbraio 1930, contiene i simboli semplificati degli antichi territori di Monsummano e Montevettolini, riuniti nel 1775 dal Granduca di Toscana Pietro Leopoldo di Lorena in un nuovo Comune denominato Due Terre. Nell'antico emblema di Monsummano, documentato dal 1332, era raffigurato un monte sostenente una mano aperta a sua volta sormontata da un piccolo giglio di Firenze, ed era accostato da due leoni rampanti addossati; il monte sotto una mano è un'arma parlante ("mons sub manu"). Montevettolini aveva invece un monte accompagnato da una "scuffia", un berretto di panno che veniva legato sotto il mento con un nastro rosso — unico elemento rimasto dell'antico emblema — in riferimento all'antico nome del paese: Montescuffiano.
Il gonfalone municipale è un drappo di azzurro concesso con regio decreto del 20 gennaio 1930.

## Monumenti e luoghi d'interesse

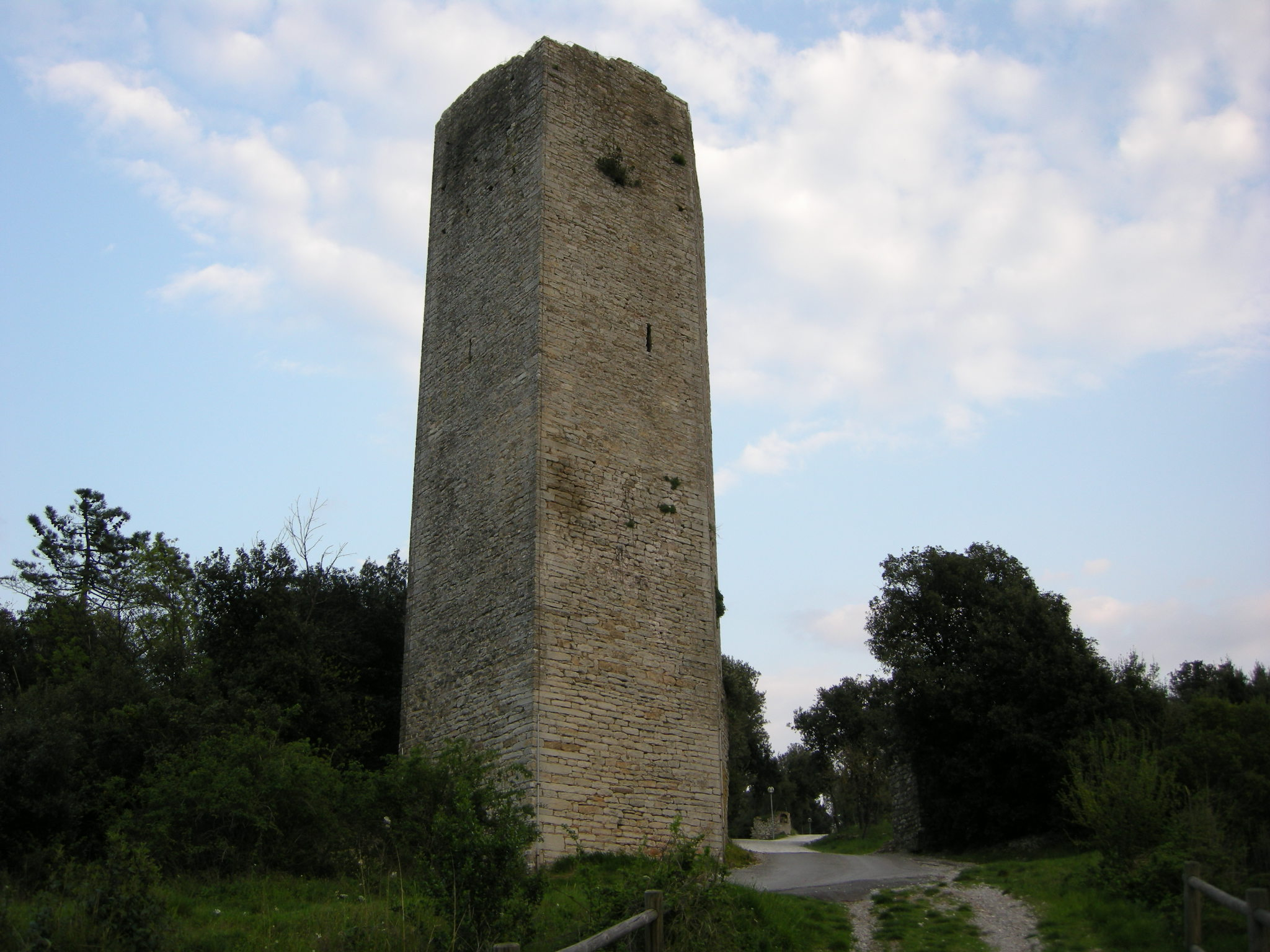
Torre del castello di Monsummano Alto

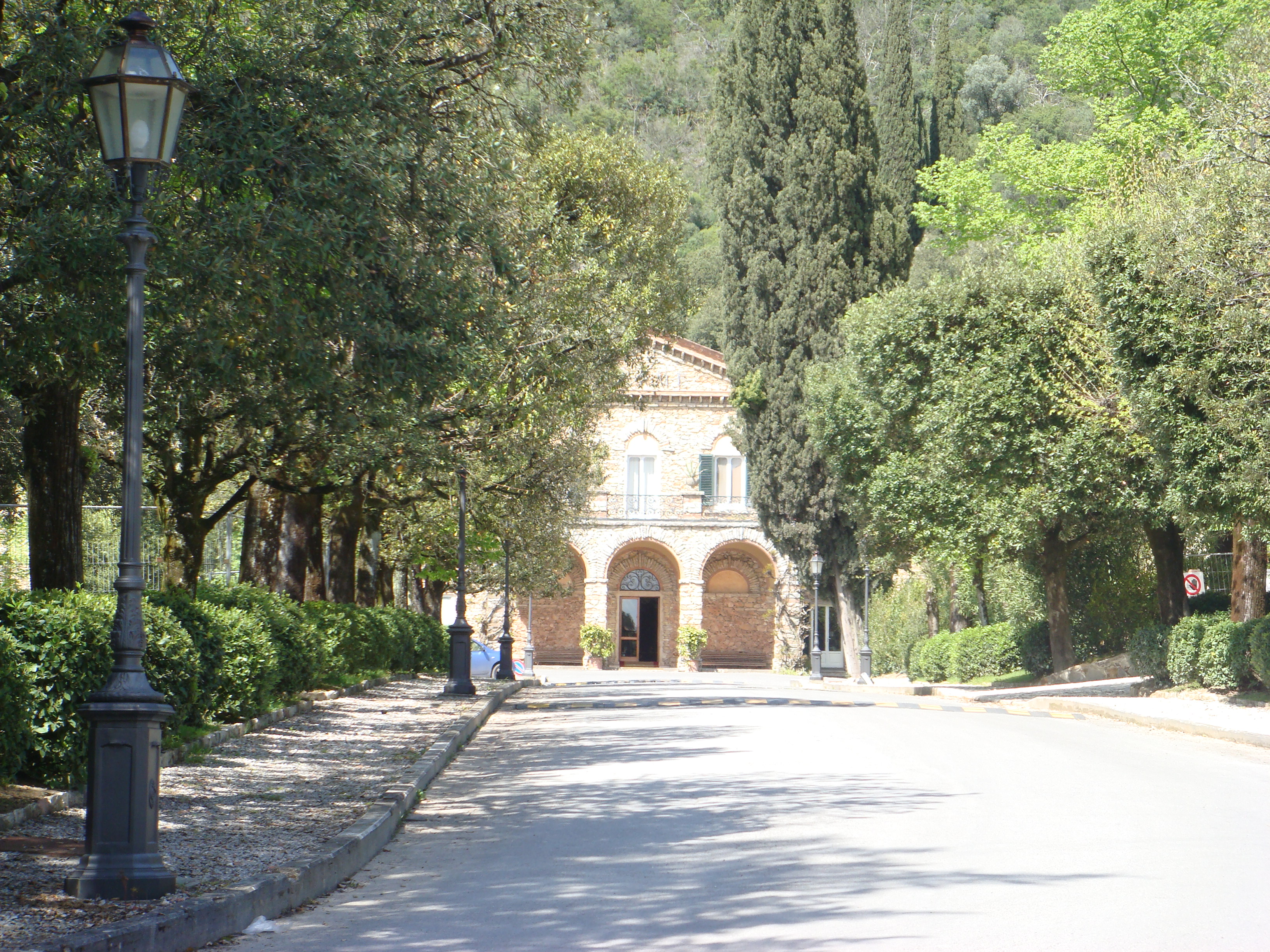
Ingresso delle terme Grotta Giusti

### Architetture religiose
- Chiesa di San Leopoldo
- Chiesa di San Nicolao
- Santuario di Santa Maria della Fontenuova
- Chiesa dei Santi Michele Arcangelo e Lorenzo Martire
- Oratorio della Madonna della Neve
- Chiesa rettoria di Cristo Redentore

### Architetture civili
- Villa Medicea di Montevettolini
- Villa Martini
- Museo di Casa Giusti
- Borgo di Montevettolini
- Teatro Yves Montand
- Osteria dei Pellegrini

### Architetture militari
- Castello di Monsummano Alto

### Aree naturali
- Grotta Giusti
- Grotta Parlanti

## Società

### Evoluzione demografica

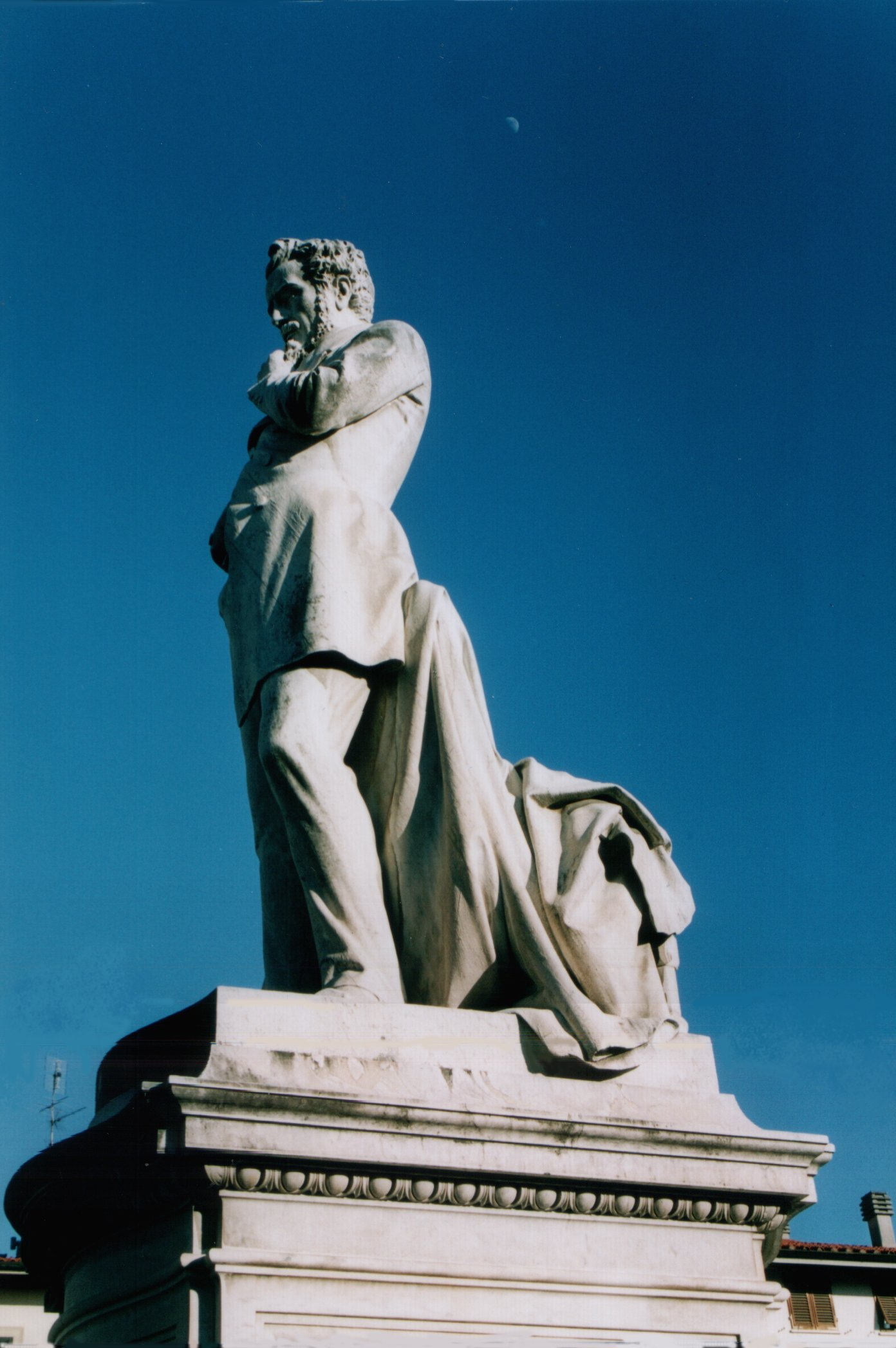
Monumento a Giusti

Abitanti censiti

### Etnie e minoranze straniere
Secondo i dati ISTAT al 31 dicembre 2009 la popolazione straniera residente era di 1 720 persone, pari al 8,58% della popolazione.
Le nazionalità maggiormente rappresentate in base alla loro percentuale sul totale della popolazione residente erano:
- Albania 494 (2,34%)
- Romania 433 (2,05%)

## Cultura

### Musei

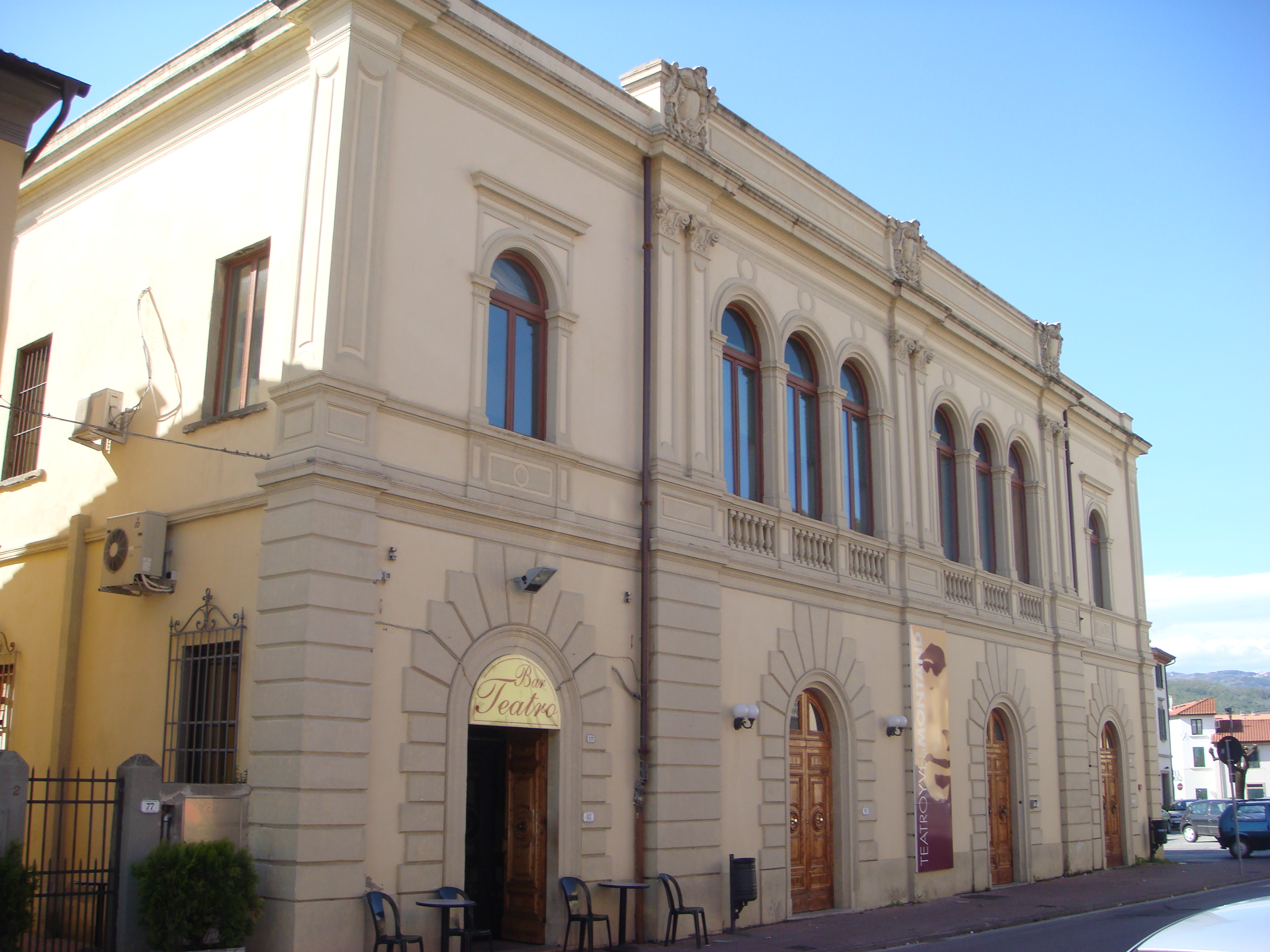
Teatro Yves Montand

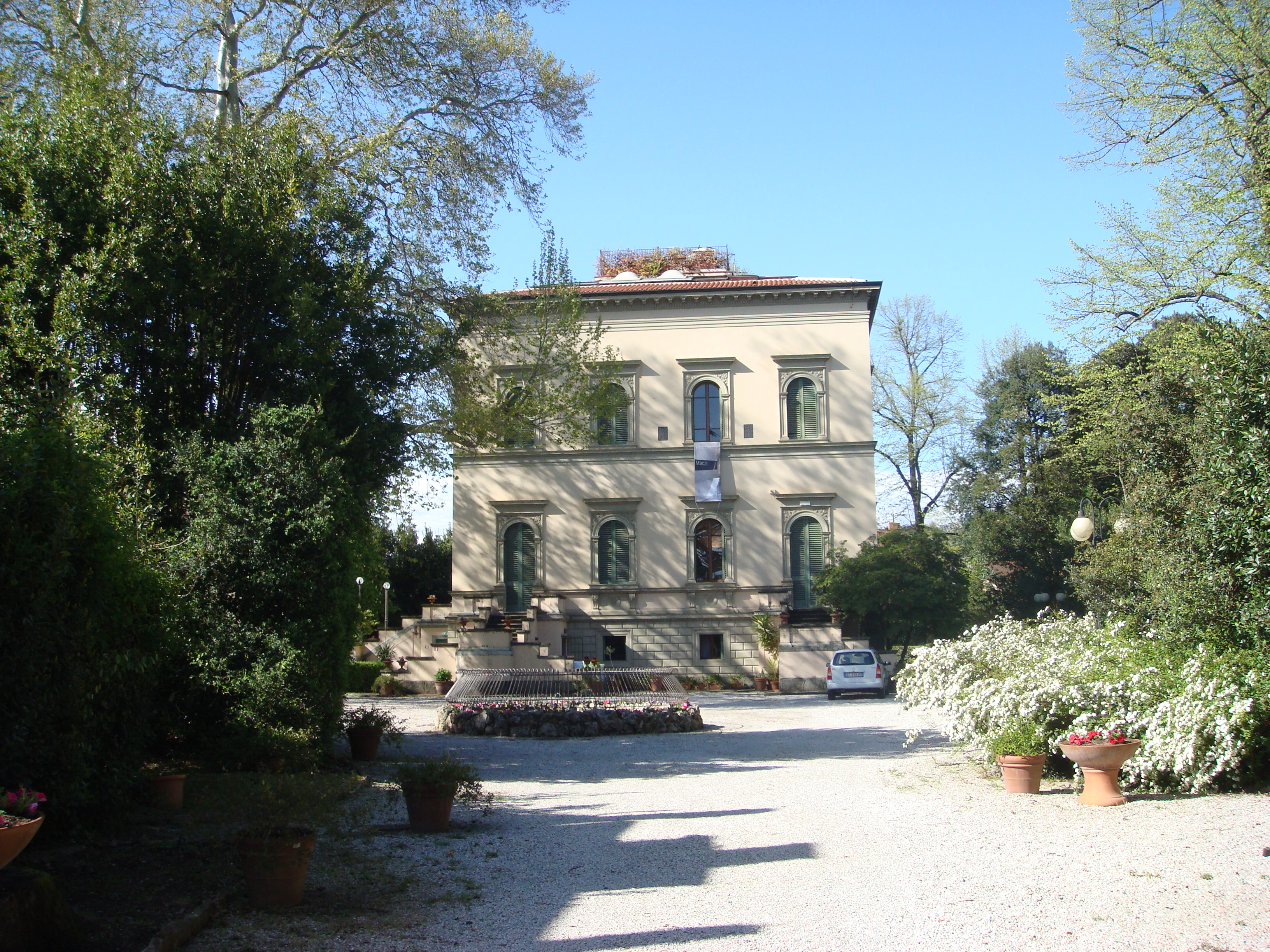
Villa Renatico Martini

- Museo della Città e del Territorio
- Museo di arte contemporanea e del Novecento
- Museo di Casa Giusti

## Geografia antropica

### Frazioni

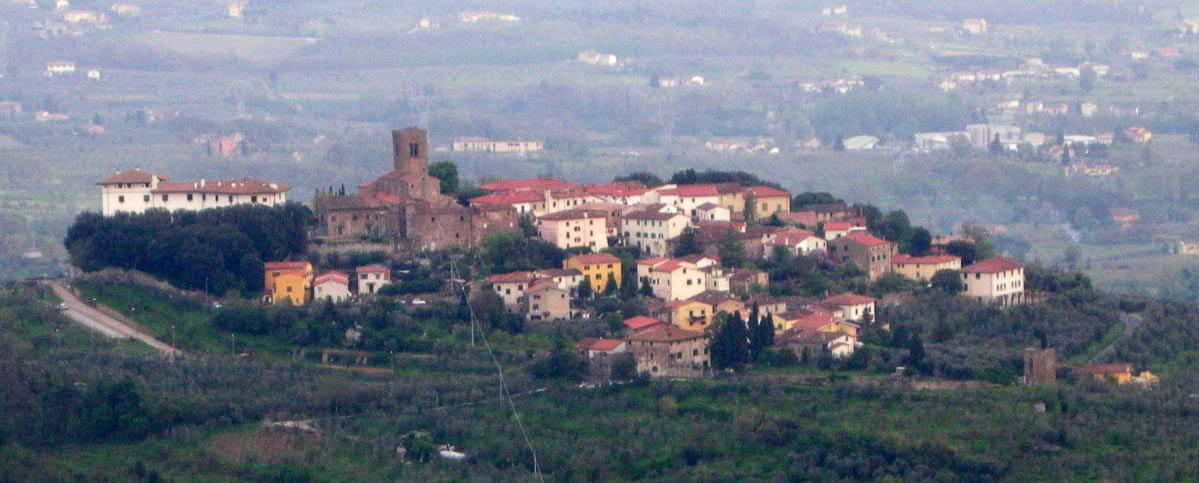
Montevettolini

La frazione più importante del comune è Cintolese seguita da Montevettolini, Pozzarello, Monsummano Alto, Bizzarrino, Grotta Giusti, Uggia, Pazzera e da altre due che sono quartieri di Monsummano stesso: Le Case e Vergin De' Pini.

## Infrastrutture e trasporti

### Strade
Il paese è collegato, attraverso la vicina uscita di Montecatini Terme, a 2 km dal centro cittadino, con l'autostrada Firenze-Mare, distante 37 km da Firenze, 55 da Pisa, 28 da Lucca e 12 da Pistoia; l'abitato si svolge lungo la ex-strada statale 436 Francesca che raggiunge Fucecchio in provincia di Firenze. Lungo quest'ultima arteria è in costruzione una circonvallazione che permetterà di collegare la Valdinievole attraverso la ex statale 435 Lucchese senza creare eccessivo traffico nel centro cittadino.

### Ferrovie
Monsummano Terme non possiede una linea ferroviaria né una stazione sul proprio territorio, ma la vicina stazione in territorio montecatinese serve entrambi i comuni; la stessa, denominata Montecatini Terme-Monsummano, risulta lontana 3 km dal centro.
Fino al 1938 Monsummano costituiva il capolinea orientale della tranvia Lucca-Monsummano, che svolgeva servizio passeggeri e merci. I tram si attestavano presso uno slargo presente in via Giacomo Matteotti, all'altezza dell'attuale sede della Caritas.

### Mobilità urbana
Il trasporto pubblico locale è gestito da CTT Nord. Monsummano rappresenta un importante punto d'interscambio tra le linee di Pistoia e Di Pescia-Montecatini Terme.

## Amministrazione
Di seguito è presentata una tabella relativa alle amministrazioni che si sono succedute in questo comune.
| Periodo           | Periodo           | Primo cittadino    | Partito                                                                               | Carica  | Note                          |
| ----------------- | ----------------- | ------------------ | ------------------------------------------------------------------------------------- | ------- | ----------------------------- |
| 9 settembre 1944  | 19 gennaio 1945   | Fulvio Zamponi     | Partito Comunista Italiano                                                            | Sindaco |                               |
| 20 gennaio 1945   | 31 marzo 1946     | Gino Ghelardini    | Democrazia Cristiana                                                                  | Sindaco |                               |
| 1º aprile 1946    | 17 ottobre 1950   | Walter Iozzelli    | Partito Comunista Italiano                                                            | Sindaco |                               |
| 17 ottobre 1950   | 22 giugno 1951    | Argimiro Profili   | Partito Comunista Italiano                                                            | Sindaco |                               |
| 29 giugno 1951    | 7 gennaio 1953    | Luigi Gentili      | Partito Comunista Italiano                                                            | Sindaco |                               |
| 16 gennaio 1953   | 30 settembre 1953 | Giulia Fialdi      | Partito Comunista Italiano                                                            | Sindaco |                               |
| 30 settembre 1953 | 11 maggio 1971    | Walter Iozzelli    | Partito Comunista Italiano                                                            | Sindaco |                               |
| 15 maggio 1971    | 16 maggio 1977    | Riccardo Bruzzani  | Partito Comunista Italiano                                                            | Sindaco |                               |
| 16 maggio         | 28 luglio 1980    | Roberto Forassiepi | Partito Comunista Italiano                                                            | Sindaco |                               |
| 30 luglio 1980    | 20 giugno 1985    | Marcello Bonfanti  | Partito Comunista Italiano                                                            | Sindaco |                               |
| 20 giugno 1985    | 6 giugno 1990     | Marcello Bonfanti  | Partito Comunista Italiano                                                            | Sindaco | [ 16 ]                        |
| 6 giugno 1990     | 24 aprile 1995    | Marcello Venier    | Partito Comunista Italiano, Partito Democratico della Sinistra                        | Sindaco | [ 16 ]                        |
| 27 aprile 1995    | 14 giugno 1999    | Marcello Venier    | Partito Democratico della Sinistra                                                    | Sindaco | [ 16 ]                        |
| 14 giugno 1999    | 14 giugno 2004    | Giuliano Calvetti  | centro-sinistra                                                                       | Sindaco | [ 16 ]                        |
| 14 giugno 2004    | 8 giugno 2009     | Giuliano Calvetti  | centro-sinistra                                                                       | Sindaco | [ 16 ]                        |
| 8 giugno 2009     | 27 maggio 2014    | Rinaldo Vanni      | centro-sinistra                                                                       | Sindaco | Primo mandato                 |
| 27 maggio 2014    | 10 giugno 2019    | Rinaldo Vanni      | lista civica: passione amaranto, PD, UdC, PSI, IdV                                    | Sindaco | Secondo mandato               |
| 10 giugno 2019    | in carica         | Simona de Caro     | PD, liste civiche: Cambio passo, Insieme per de Caro Sindaco                          | Sindaco | primo mandato                 |
| 10 giugno 2024    | in carica         | Simona De Caro     | PD, liste civiche: Simona de Caro Sindaco di Tutti, Lista Insieme per de Caro Sindaco | Sindaco | Confermata col 56,5% dei voti |

### Gemellaggi
- Décines-Charpieu

## Sport
Hanno sede nel comune la società di calcio A.S.D. Intercomunale Monsummano 1921 (attualmente militante nella Prima Categoria toscana) e la squadra di pallacanestro A.S.D. Shoemakers Basket (attualmente militante in Serie C).

### Impianti sportivi
Il principale polo sportivo comunale è situato intorno alla piazza cittadina intitolata a Sandro Pertini e comprende impianti di vario genere: lo stadio dedicato a Roberto Strulli, il palasport dedicato a Gianluca Cardelli, piscine coperte e scoperte, una palestra ed alcuni campi da calcetto. Altre strutture sportive presenti nel comune sono il campo sportivo intitolato ad Ezio Loik e il club golfistico Golf Montecatini (in località Vergin Chiusa) che, nonostante riporti il nome del vicino comune, è in territorio monsummanese.